# Tvättekärr
Tvättekärr är en sjö i Marks kommun i Västergötland och ingår i Ätrans huvudavrinningsområde.